# Paul Maenz
Paul Maenz (* 7. Dezember 1939 in Gelsenkirchen) ist ein deutscher Galerist sowie Kunstsammler und Publizist für moderne Kunst.

## Leben
Nach der Schulzeit arbeitete Maenz als Lehrling erst in einem Kaufhaus, anschließend als Schriftsetzer in einer Druckerei. Ab 1958 studierte er bei Max Burchartz an der Folkwangschule in Essen. Anfang der 1960er Jahre war er als Werbegrafiker und Art Director in der Werbeagentur Young & Rubicam (Y&R) in Frankfurt am Main tätig. Er lernte dort die Künstler Charlotte Posenenske sowie Peter Roehr kennen, mit dem ihn, bis zum frühen Tod Roehrs, eine enge Freundschaft verband. Nach einem kurzen Aufenthalt bei Y&R in Paris, zog Maenz nach New York und war dort von Herbst 1965 bis Anfang 1967 bei Y&R als Art-Director beschäftigt. Maenz kam in New York mit den aktuellen Kunstströmungen in Berührung. 1966 zeigte das Jewish Museum in einer legendär gewordenen, programmatischen Ausstellung mit dem Titel Primary Structures erstmals Arbeiten der Minimal Art, die Maenz beeindruckten. Mit Willoughby Sharp gründete er 1966 die Kineticism Press, die ihr Büro in der 200 Park Avenue, dem Pan Am Building in Manhattan hatte.
Zurück in Frankfurt organisierte er zwei wegweisende Ausstellungen: vom 22. Mai bis 30. Juni 1967 zusammen mit Peter Roehr „Serielle Formationen“ in der Studio Galerie der Johann Wolfgang Goethe-Universität und am 9. September 1967 „19:45 - 21:55. September 9th. 1967. Frankfurt. Germany. Dies alles Herzchen wird einmal Dir gehören“ in der Galerie von Dorothea Loehr in Frankfurt-Niederursel. Im Januar 1968 eröffnete er mit Peter Roehr im Holzgraben in Frankfurt das 60 m² großes Ladengeschäft Pudding-Explosion, das nach Auskunft seiner beiden Inhaber „Psychodelicatessen mit Hippie-Zubehör“ anbot. Es war in Deutschland der erste Laden seiner Art, der von Räucherstäbchen bis zur Peking-Rundschau ein breites Spektrum politischer, spiritueller und ironischer Artikel offerierte.

## Galerist
1971 gründete er mit dem Musikwissenschaftler Gerd de Vries in einem Kölner Hinterhof in der Lindenstraße 32 eine Galerie und eröffnete mit einer Ausstellung des Künstlers Hans Haacke. Es folgte eine Präsentation der Werke von Joseph Kosuth. Anschließend stellte er weitere junge Künstler der Minimal Art und Konzeptkunst vor, die heute in allen wichtigen Museen für moderne Kunst vertreten sind. 1973 eröffnete er in der Avenue Louise in Brüssel eine zweite Galerie, die aber weniger erfolgreich war und bereits im folgenden Jahr wieder geschlossen wurde. Maenz avancierte rasch zu einem der angesehensten und engagiertesten Galeristen. Nach einem Umzug in repräsentativere Räume in der Bismarckstraße 50, ein Hinterhausloft, das von dem Architekten Thiess Marwede aufgebaut wurde, zeigte Maenz den Künstler Daniel Buren, die Künstler der „Mülheimer Freiheit“ und der italienischen „Transavantgarde“. Er arbeitete mit den führenden Galerien wie Gian Enzo Sperone in Turin, Ileana Sonnabend in Paris, Leo Castelli, Mary Boone und Marian Goodman in New York, Ascan Crone in Hamburg und Reinhard Onnasch in Berlin, zusammen. 1990 beendete Maenz seine Ausstellungstätigkeit überraschend. Er galt als einer der erfolgreichsten internationalen Galeristen der 1970er und 1980er Jahre.

## Kunstsammler
1993 vereinbarte Maenz mit den Weimarer Kunstsammlungen, einen Teil seiner Sammlung als Dauerleihgabe
an das zukünftige und schließlich 1999 eröffnete Neue Museum in Weimar zu geben. Ein weiterer Teil aus der Sammlung Maenz wurde vom Museum angekauft, weitere Arbeiten konnten durch die Verbindungen des Kunstsammlers für das Museum gesichert werden, darunter die Installationen von Sol LeWitt im Foyer, die Treppenhaus-Konzeption von Daniel Buren und das Robert Barry im Museumscafé. Sein vormaliger Partner Gert de Vries überließ dem Neuen Museum seine Kunstbibliothek.
Nach nur fünf Jahren kündigte Maenz 2004 wegen Unstimmigkeiten über die Konzeption fristgerecht die Leihverträge mit den Weimarer Kunstsammlungen und zog seinen Teil der Sammlung ab. Maenz warf der Stiftung Weimarer Klassik vor, das Museum zu vernachlässigen.

## Schriften
- Art is to change. Lindinger + Schmid Kunstprojekte und Verlag, 2002 ISBN 978-3-929970-48-7
- mit Werner Lippert: Peter Roehr. Museum für Moderne Kunst, Frankfurt 1991
- Francesco Clemente. Il viaggiatore napoletano. Gerd De Vries, 1982 Köln, ISBN 3-88375-020-4
- Neun Ausstellungen 81/82 Nine Shows. Galerie Paul Maenz, Köln 1983
- (Hrsg.): Die Sammlung Fer – the Fer Collection, Gerd de Vries Köln 1983
- Köln 1970-1980. Der Blick zurück ist ein Blick auf die Gegenwart und/oder Die Wahrheit hat viele Brüste. Galerie Paul Maenz, Köln 1980
- mit Gerd de Vries: Salvo: Della Pittura - Imitazione di Wittgenstein. On Painting - In the Style of Wittgenstein. Über die Malerei - Im Stile Wittgensteins. König, Köln 1980
- Die 50er Jahre. Formen eines Jahrzehnts. Gerd Hatje, Stuttgart, 1978 ISBN  3-7757-0126-5 (auch als DuMont-Taschenbuch erschienen)
- Art Deco. Formen zwischen zwei Kriegen. DuMont Schauberg, Köln 1974
- mit Peter Roehr: Serielle Formationen. Universität Frankfurt am Main, Stiftung Studentenhaus, 1967
- Dies alles Herzchen wird einmal Dir gehören. 19:45 - 21:55. September 9th. 1967. Frankfurt. Germany. Participating: Jan Dibbets, Barry Flanagan, Bernhard Höke, John Johnson, Richard Long, Konrad Lueg, Charlotte Posenenske, Peter Roehr. Paul Maenz, Köln 1967
- mit Willoughby Sharp: Günther Uecker: 10 Years of a Kineticist’s Work. Kineticism Press, New York 1966